# Związek Zawodowy Dyżurnych Ruchu PKP
Związek Zawodowy Dyżurnych Ruchu PKP zrzesza pracowników następujących spółek.:
- PKP Polskie Linie Kolejowe S.A., Warszawa
- PKP Cargo S.A., Warszawa
- PKP Cargo Service sp. z o.o.
- PKP Intercity S.A., Warszawa
- CARGOTOR sp. z o.o.
- PKP Szybka Kolej Miejska w Trójmieście Sp. z o.o., Gdynia
- Jastrzębska Spółka Kolejowa sp. z o.o.
- Koleje Śląskie sp. z o.o.
- POLREGIO Sp. z o.o., Warszawa
- PKP Energetyka sp. z o.o.
- Pomorska Kolej Metropolitalna S.A.
- Koleje Wielkopolskie sp. z o.o.

Związek był jednym z członków założycieli Konfederacji Kolejowych Związków Zawodowych, z siedzibą w Warszawie, która przystąpiła do Ogólnopolskiego Porozumienia Związków Zawodowych.

## Chronologia wydarzeń
- 25 kwietnia 1991 – powołanie Komitetu Założycielskiego Wolnego Niezależnego Związku Zawodowego Dyżurnych Ruchu PKP
- 17 lipca 1991 – rejestracja związku
- 7–8 stycznia 1992 – I KZD ZZDR PKP w Katowicach
- 8–10 marca 1994 – podjęcie decyzji o przeniesieniu siedziby związku do Warszawy
- 17 lipca 2001 – uroczystości z okazji X rocznicy powstania związku, połączone z poświęceniem Sztandaru w Katowicach
- 16 lipca 2006 – uroczystości XV rocznicy powstania związku w Częstochowie
- 2006–2007 – współuczestnictwo w utworzeniu Konfederacji Kolejowych Związków Zawodowych

## Przewodniczący związku
- 1991–1993 – Tadeusz Furman
- 1993–1998 – Jan Kminikowski
- 1998–2003 – Piotr Gebel
- 2003–2005 – Barbara Komander
- od 2005 – Aleksander Motyka

## Media
Pierwszym organem prasowym związku był wydany w lipcu 1992 biuletyn Lizak, zaś od września tegoż roku ukazuje się dwumiesięcznik Na nastawni, z siedzibą redakcji w Warszawie.

## Siedziba
Rada Krajowa związku mieści się w kompleksie budynków – przed wojną: b. Dyrekcji Kolei Państwowych, po wojnie: najpierw Dyrekcji Okręgowej Kolei Państwowych, następnie Centralnej Dyrekcji Okręgowej Kolei Państwowych, zaś obecnie jednej ze spółek kolejowych: PKP Polskie Linie Kolejowe, nieopodal dworca Warszawa Wileńska.